# Zvjezdarnica Rožen
Zvjezdarnica Rožen (bug. Националната астрономическа обсерватория "Рожен", НАО-Рожен), međunarodna oznaka 071, je bugarska nacionalna astronomska zvjezdarnica, koja se nalazi na Rodopskim planinama, na nadmorskoj visini od 1759 metara, na vrhu „Rožen“ po kojem je i dobila ime. 
Sjeverno od zvjezdarnice na oko 90 kilometara nalazi se grad Plovdiv, a najbliže mjesto Čepelare udaljeno je 15 kilometara. Zvjezdarnica se nalazi pod nadležnošću „Instituta za astronomiju“ koji je u okviru Bugarske akademije znanosti. Zvjezdarnica je vodeći astronomski istraživački centar u Bugarskoj, koja zapošljava oko 50 astronoma. Službeno je nastala 13. ožujka 1981. godine.

## Teleskopi
- 200 cm teleskop Ritchey-Chretien
- 60 cm teleskop Cassegrain
- 50/70 cm Schmidt
- 30 cm MEADE
- 18 cm Meniscas Cassegrain
- 15 cm solarni koronograf

## Vanjske poveznice
- Službena internetska stranica